# Nyurgyut
Nyurgyut (azerbajdzjanska: Nürgüt) är en ort i Azerbajdzjan.   Den ligger i distriktet Nachitjevan, i den sydvästra delen av landet, 400 km väster om huvudstaden Baku. Nyurgyut ligger 1 899 meter över havet och antalet invånare är 131.
Terrängen runt Nyurgyut är kuperad västerut, men österut är den bergig. Runt Nyurgyut är det ganska glesbefolkat, med 27 invånare per kvadratkilometer.. Närmaste större samhälle är Tivi, 10,9 km söder om Nyurgyut. 
Trakten runt Nyurgyut består i huvudsak av gräsmarker.